# ذى خليفة (السبرة)

تعديل مصدري - تعديل

ذى خليفة محلة تابعة لقرية بيت العداش، التابعة لعزلة بلادالشعيبي العليا بمديرية السبرة إحدى مديريات محافظة إب في الجمهورية اليمنية.، بلغ تعداد سكانها 24 حسب تعداد اليمن لعام 2004.